# Onthophagus blumei
Onthophagus blumei är en skalbaggsart som beskrevs av Lansberge 1883. Onthophagus blumei ingår i släktet Onthophagus och familjen bladhorningar. Inga underarter finns listade i Catalogue of Life.